# MasterChef Italia (seconda edizione)
La seconda edizione del talent show culinario MasterChef Italia, composta da 11 puntate e 22 episodi, è andata in onda in prima serata su Sky Uno dal 13 dicembre 2012 al 21 febbraio 2013.
Sono stati confermati nel ruolo di giudici Bruno Barbieri, Carlo Cracco e Joe Bastianich.
La vincitrice è stata l'avvocato Tiziana Stefanelli, che si è aggiudicata un assegno da 100.000 € e la possibilità di pubblicare il suo primo libro di ricette.
L'intera edizione è stata resa disponibile sul canale Youtube ufficiale di MasterChef Italia.

## Anticipazioni
Dopo il grande successo della stagione precedente, il programma è stato spostato sul canale pay Sky Uno il giovedì alle 21.10, mentre Cielo, che avrebbe dovuto replicarlo almeno otto mesi dopo, ha invece iniziato a ritrasmetterlo a partire dal 19 marzo 2013.
Tra il 19 e il 21 novembre 2012 sono andati in onda tre speciali introduttivi sui tre giudici: Joe Bastianich: Affari di famiglia, Carlo Cracco: La quadratura dell'uovo e Bruno Barbieri: Chef a 7 stelle.
Inoltre, i tre giudici sono stati ospiti delle trasmissioni Cielo che gol! e Le invasioni barbariche, oltre ad apparire in una clip durante la finale di X Factor, e a essere perfino parodiati da Gli Sgommati, mentre Maurizio Crozza nel suo programma Crozza nel Paese delle Meraviglie ha messo in scena un personaggio che racchiude le caratteristiche dei tre giudici.
Alle selezioni si sono presentati circa 8.000 candidati.

## Concorrenti
| Nome                    | Età | Città                  | Occupazione                            | Posizione | Prove vinte | Individuali | In brigata |
| ----------------------- | --- | ---------------------- | -------------------------------------- | --------- | ----------- | ----------- | ---------- |
| Tiziana Stefanelli      | 41  | Roma                   | Avvocato                               | 1º        | 9           | 6           | 3          |
| Maurizio Rosazza Prin   | 33  | Como                   | Pittore e copywriter                   | 2º        | 11          | 6           | 5          |
| Andrea Marconetti       | 37  | Vimodrone (MI)         | Programmatore informatico              | 3º        | 9           | 4           | 5          |
| Ivan Iurato             | 35  | Comiso (RG)            | Responsabile vendite                   | 4º        | 4           | 2           | 2          |
| Marika Elefante         | 28  | Napoli                 | Studentessa di scienze dell'educazione | 5º        | 5           | 1           | 4          |
| Daiana Cecconi          | 53  | Follonica (GR)         | Casalinga                              | 6º        | 1           | 0           | 1          |
| Paola Galloni           | 37  | Milano                 | Casalinga                              | 7º        | 1           | 0           | 1          |
| Nicola Dragani          | 41  | Pescara                | Lavapiatti e DJ                        | 8º        | 3           | 0           | 3          |
| Michele Bendini         | 34  | Città di Castello (PG) | Medico veterinario                     | 9º        | 4           | 1           | 3          |
| Agnese Gullotta         | 22  | Misterbianco (CT)      | Studentessa di psicologia              | 10º       | 1           | 1           | 0          |
| Suien Sani              | 25  | Pistoia                | Disoccupata                            | 11º       | 4           | 2           | 2          |
| Guido D'Eramo           | 48  | Roma                   | Idraulico                              | 12º       | 1           | 0           | 1          |
| Letizia Fidotti         | 24  | Roma                   | Studentessa di giurisprudenza          | 13º       | 0           | 0           | 0          |
| Giorgio Anthony Ruggeri | 29  | Ragusa                 | Studente di agraria                    | 14º       | 1           | 0           | 1          |
| Federico Bonadies       | 33  | Bari                   | Ingegnere                              | 15º       | 0           | 0           | 0          |
| Margherita Rigotti      | 26  | Trento                 | Disoccupata                            | 16º       | 0           | 0           | 0          |
| Regina Finocchiaro      | 23  | Acireale (CT)          | Studentessa di ingegneria              | 17º       | 0           | 0           | 0          |
| Giorgio Gramegna        | 32  | Novara                 | Grafico                                | 18º       | 0           | 0           | 0          |

### Tabella delle eliminazioni
|             | 2                      | 3                  | 3                  | 4                   | 4                   | 5                       | 5                       | 6                     | 6                     | 7                   | 7                   | 8                    | 8                    | 9                       | 9                       | 10                   | 10                   | 11                      | 11                      |  |  |  |  |  |  |  |
| Mystery Box | Maurizio Andrea Regina | Suien Marika Paola | Suien Marika Paola | Andrea Nicola Paola | Andrea Nicola Paola | Maurizio Tiziana Daiana | Maurizio Tiziana Daiana | Marika Andrea Tiziana | Marika Andrea Tiziana | Ivan Maurizio Paola | Ivan Maurizio Paola | Andrea Daiana Nicola | Andrea Daiana Nicola | Tiziana Daiana Maurizio | Tiziana Daiana Maurizio | Maurizio Andrea Ivan | Maurizio Andrea Ivan | Maurizio Andrea Tiziana | Maurizio Andrea Tiziana |  |  |  |  |  |  |  |
| Tiziana     | SALVA                  | SALVA              | ULTIMI 8           | SALVA               | PRIMI 6             | PRIMA                   | PRIMI 5                 | SALVA                 | ULTIMI 5              | ULTIMI 3            | PRIMI 4             | SALVA                | ULTIMI 4             | SALVA                   | ULTIMI 5                | PRIMA                | PRIMA                | PRIMA                   | VINCITRICE              |  |  |  |  |  |  |  |
| Maurizio    | SALVO                  | SALVO              | PRIMI 8            | SALVO               | ULTIMI 7            | SALVO                   | PRIMI 5                 | ULTIMI 3              | PRIMI 5               | PRIMO               | PRIMI 4             | SALVO                | PRIMI 3              | PRIMO                   | ULTIMI 5                | SALVO                | ULTIMI 3             | IMMUNE                  | SECONDO                 |  |  |  |  |  |  |  |
| Andrea      | SALVO                  | SALVO              | PRIMI 8            | IMMUNE              | ULTIMI 7            | SALVO                   | PRIMI 5                 | SALVO                 | PRIMI 5               | SALVO               | PRIMI 4             | PRIMO                | PRIMI 3              | SALVO                   | PRIMO                   | ULTIMI 2             | ULTIMI 2             | ELIMINATO               |                         |  |  |  |  |  |  |  |
| Ivan        | SALVO                  | SALVO              | ULTIMI 8           | SALVO               | PRIMI 6             | SALVO                   | ULTIMI 6                | PRIMO                 | PRIMI 5               | SALVO               | ULTIMI 5            | ULTIMI 3             | ULTIMI 4             | ...ULTIMO...            | ULTIMI 2                | SALVO                | ELIMINATO            |                         |                         |  |  |  |  |  |  |  |
| Marika      | SALVA                  | SALVA              | PRIMI 8            | SALVA               | ULTIMI 7            | SALVA                   | PRIMI 5                 | SALVA                 | ULTIMI 5              | SALVA               | PRIMI 4             | SALVA                | PRIMI 3              | SALVA                   | ULTIMI 5                | ELIMINATA            |                      |                         |                         |  |  |  |  |  |  |  |
| Daiana      | ULTIMI 3               | SALVA              | PRIMI 8            | SALVA               | ULTIMI 7            | SALVA                   | ULTIMI 6                | SALVA                 | ULTIMI 5              | SALVA               | ULTIMI 5            | SALVA                | ULTIMI 2             | SALVA                   | ELIMINATA               |                      |                      |                         |                         |  |  |  |  |  |  |  |
| Paola       | SALVA                  | SALVA              | ULTIMI 8           | SALVA               | PRIMI 6             | SALVA                   | ..ULTIMI.6..            | SALVA                 | ULTIMI 5              | SALVA               | ULTIMI 5            | ULTIMI 3             | ELIMINATA            |                         |                         |                      |                      |                         |                         |  |  |  |  |  |  |  |
| Nicola      | SALVO                  | SALVO              | PRIMI 8            | SALVO               | PRIMI 6             | ULTIMI 3                | ULTIMI 6                | SALVO                 | PRIMI 5               | ...ULTIMO...        | ULTIMI 2            | ELIMINATO            |                      |                         |                         |                      |                      |                         |                         |  |  |  |  |  |  |  |
| Michele     | PRIMO                  | SALVO              | PRIMI 8            | SALVO               | ULTIMI 7            | SALVO                   | PRIMI 5                 | ULTIMI 3              | PRIMI 5               | ULTIMI 3            | ELIMINATO           |                      |                      |                         |                         |                      |                      |                         |                         |  |  |  |  |  |  |  |
| Agnese      | SALVA                  | SALVA              | ULTIMI 8           | PRIMA               | ULTIMI 7            | ULTIMI 3                | ULTIMI 6                | SALVA                 | ELIMINATA             |                     |                     |                      |                      |                         |                         |                      |                      |                         |                         |  |  |  |  |  |  |  |
| Suien       | SALVA                  | PRIMA              | PRIMI 8            | SALVA               | PRIMI 6             | SALVA                   | ULTIMI 6                | ELIMINATA             |                       |                     |                     |                      |                      |                         |                         |                      |                      |                         |                         |  |  |  |  |  |  |  |
| Guido       | SALVO                  | ULTIMI 3           | ULTIMI 8           | SALVO               | PRIMI 6             | ELIMINATO               |                         |                       |                       |                     |                     |                      |                      |                         |                         |                      |                      |                         |                         |  |  |  |  |  |  |  |
| Letizia     | SALVA                  | SALVA              | ULTIMI 8           | ULTIMI 3            | ELIMINATA           |                         |                         |                       |                       |                     |                     |                      |                      |                         |                         |                      |                      |                         |                         |  |  |  |  |  |  |  |
| Giorgio R.  | ULTIMI 3               | ULTIMI 3           | PRIMI 8            | ELIMINATO           |                     |                         |                         |                       |                       |                     |                     |                      |                      |                         |                         |                      |                      |                         |                         |  |  |  |  |  |  |  |
| Federico    | SALVO                  | SALVO              | ULTIMI 8           | ELIMINATO           |                     |                         |                         |                       |                       |                     |                     |                      |                      |                         |                         |                      |                      |                         |                         |  |  |  |  |  |  |  |
| Margherita  | SALVA                  | SALVA              | ELIMINATA          |                     |                     |                         |                         |                       |                       |                     |                     |                      |                      |                         |                         |                      |                      |                         |                         |  |  |  |  |  |  |  |
| Regina      | SALVA                  | ELIMINATA          |                    |                     |                     |                         |                         |                       |                       |                     |                     |                      |                      |                         |                         |                      |                      |                         |                         |  |  |  |  |  |  |  |
| Giorgio G.  | ELIMINATO              |                    |                    |                     |                     |                         |                         |                       |                       |                     |                     |                      |                      |                         |                         |                      |                      |                         |                         |  |  |  |  |  |  |  |

     Il concorrente è il vincitore dell'intera edizione

     Il concorrente vince una prova che lo porta direttamente in finale

     Il concorrente vince l'Invention Race ed accede alla finale

     Il concorrente è il vincitore dell’invention test 

     Il concorrente è immune da eliminazione e non partecipa alla prova

     Il concorrente fa parte della squadra vincente ed è salvo

     Il concorrente è vincitore della sfida esterna ed è salvo

     Il concorrente fa parte della squadra perdente ma non deve affrontare il Pressure Test

     Il concorrente fa parte della squadra perdente, deve affrontare il Pressure Test e si salva

     Il concorrente è il peggiore del Pressure Test, affronta il duello e si salva 

     Il concorrente non partecipa alla sfida esterna, affronta direttamente il duello e si salva

     Il concorrente non partecipa alla sfida esterna e affronta direttamente il Pressure Test

     Il concorrente è tra i peggiori ma non è eliminato

     Il concorrente è eliminato

     Il concorrente perde la sfida finale

## Dettaglio delle puntate

### Prima puntata
Data: Giovedì 13 dicembre 2012

#### Episodi 1 e 2 (Provini)
Prende il via la seconda stagione di MasterChef: i giudici sono alla ricerca del successore di Spyros Theodoridis e devono assaggiare i piatti di centinaia di aspiranti chef. Al termine di questa prima fase sono 40 ad aver superato i provini, ma i tre giudici li avvertono che a breve dovranno affrontare nuove prove per poi diventare il secondo MasterChef d'Italia.

### Seconda puntata
Data: Giovedì 20 dicembre 2012

#### Episodio 3 (Ultima selezione)
I 40 che hanno ottenuto il grembiule devono sbucciare patate e tagliarle attraverso due tecniche: "saponetta" e "pont neuf". I giudici osservano il loro lavoro e decidono, a seconda di quanto hanno realizzato, se farli passare allo step successivo oppure eliminarli. Patrizia, Marco, Cecilia, Andrea, Marzia, Giovanna, Mirco, Eleonora, Elvira, Luca e Diana si tolgono il grembiule, mentre tutti gli altri passano al prossimo turno.
Nella terza e ultima fase i concorrenti hanno a disposizione 300 g di farina e devono prima realizzare in 20 minuti una besciamella e poi realizzare un piatto in cui essa sia protagonista. I giudici assaggiano i piatti e decidono i 18 finalisti di questa edizione. Entrano Michele, Agnese, Federico, Giorgio G., Guido, Giorgio R., Tiziana, Paola, Letizia, Nicola, Suien, Marika, Regina, Maurizio, Daiana, Ivan, Margherita e Andrea, mentre si tolgono il grembiule Stefano, Matteo, Chiara, Marco, Enrico, Simona, Ilaria, Federica, Alfonso e Luisa.

#### Episodio 4
Partecipanti: Andrea, Agnese, Daiana, Federico, Giorgio G., Giorgio R., Guido, Ivan, Letizia, Margherita, Marika, Maurizio, Michele, Nicola, Paola, Regina, Suien, Tiziana.
- Mistery Box
  - Ingredienti: Rana pescatrice, olive taggiasche, pomodorini, mazzetto di erbe, foglio dragoncello e cipollina, mascarpone, farina, patate, vongole veraci, uova, capperi salati. Devono essere tutti presenti nel piatto.
  - Piatti migliori:  Gioco di mezzo (Regina), Spezzatino di rana pescatrice (Andrea), Porgi l'altra guancia (Maurizio).
  - Vincitore:  Maurizio.
- Invention Test
  - Tema: Cucina povera.
  - Proposte: Pane, cipolle, fagioli. Maurizio sceglierà questi ultimi.
  - Piatto migliore:  Fagiolina del Trasimeno (Michele).
  - Piatti peggiori:  Fagioli all'uccelletto scappati nell'involtino (Daiana), Dall'orto al bosco passando per il Sol Levante (Giorgio R.), Fagioli Yin Yang (Giorgio G.).
  - Eliminato: Giorgio G.

### Terza puntata
Data: Giovedì 27 dicembre 2012

#### Episodio 5
Partecipanti: Andrea, Agnese, Daiana, Federico, Giorgio R., Guido, Ivan, Letizia, Margherita, Marika, Maurizio, Michele, Nicola, Paola, Regina, Suien, Tiziana.
- Mistery Box
  - Ingrediente da utilizzare: Astice.
  - Altri ingredienti: Pomodori ramati, riso venere, burro, uova, mango, brandy, lime, farina, alghe kombu.
  - Piatti migliori:  Astice con salsa di mango (Paola), Riso venere all'astice (Marika), Ravioli euro-asiatici al vapore (Suien).
  - Vincitore:  Suien.
- Invention Test
  - Tema: Cucina delle emozioni.
  - Ospite: Spyros Theodoridis.
  - Proposte:  Scaloppe di foie gras, Ravioli al nero di seppia, Fondina di peperoni. Quest'ultima sarà la scelta di Suien.
  - Piatto migliore:  Suien.
  - Piatti peggiori:  Giorgio R., Regina, Guido.
  - Eliminata: Regina.

#### Episodio 6
Partecipanti: Andrea, Agnese, Daiana, Federico, Giorgio R., Guido, Ivan, Letizia, Margherita, Marika, Maurizio, Michele, Nicola, Paola, Suien, Tiziana.
- Prova in esterna
  - Sede: Milano, Arco della Pace.
  - Ospiti: 100 vigili urbani.
  - Presidente di commissione:  Comandante Tullio Mastrangelo.
  - Squadra rossa: Paola (caposquadra), Agnese, Federico, Guido, Ivan, Letizia, Margherita, Tiziana.
  - Squadra blu: Suien (caposquadra), Andrea, Daiana, Giorgio R., Marika, Maurizio, Michele, Nicola.
  - Piatti del menù:  Risotto alla milanese, Rustin negàa (squadra rossa), Risotto alla luganega, Cotoletta alla milanese (squadra blu).
  - Vincitori:  Squadra blu.
- Pressure Test
  - Sfidanti: Agnese, Federico, Guido, Ivan, Letizia, Margherita, Paola, Tiziana.
  - Prima prova: separare l'albume dal tuorlo di 30 uova (si salvano Agnese e Letizia).
  - Seconda prova: montare a neve il bianco dell'uovo (si salvano Guido, Paola e Tiziana ).
  - Terza prova: usare i tuorli per cucinare lo zabaione a bagnomaria (si salvano Federico e Ivan).
  - Eliminata: Margherita.

### Quarta puntata
Data: Giovedì 3 gennaio 2013

#### Episodio 7
Partecipanti: Andrea, Agnese, Daiana, Federico, Giorgio R., Guido, Ivan, Letizia, Marika, Maurizio, Michele, Nicola, Paola, Suien, Tiziana.
- Mistery Box
  - Tema: Cucina afrodisiaca.
  - Ingredienti: Sedano, fichi neri,  vino Franciacorta Satèn, caviale di Calvisano, scampi, ostriche, peperoncino, burro, riso Carnaroli, melanzana.
  - Piatti migliori:  Follia di mare (Andrea), Fico di mare (Nicola), Insalata di riso (Paola).
  - Vincitore:  Andrea.
- Invention Test
  - Tema: Cacciagione.
  - Proposte:  Lepre, Cinghiale, Fagiano. Andrea ha scelto la prima, ed ha anche accettato l'offerta di salvarsi dall'eliminazione non disputando la prova.
  - Piatto migliore: Leprotto in erba (Agnese).
  - Piatti peggiori:  La lepre sull'albero (Federico), Lepre al miele (Letizia), Sella di lepre con trionfo di broccoli (Giorgio R.)
  - Eliminati: Federico, Giorgio R.

#### Episodio 8
Partecipanti: Andrea, Agnese, Daiana, Guido, Ivan, Letizia, Marika, Maurizio, Michele, Nicola, Paola, Suien, Tiziana.
- Prova in esterna
  - Sede: Santa Margherita di Pula, Forte Village Resort.
  - Ospiti: 150 ospiti del villaggio.
  - Squadra rossa: Agnese (caposquadra), Andrea, Letizia, Marika, Maurizio, Michele.
  - Squadra blu: Nicola (caposquadra), Guido, Ivan, Paola, Suien, Tiziana (il caposquadra Nicola manda Daiana direttamente al Pressure Test, essendo il numero di partecipanti alla prova dispari).
  - Piatti del menù:  ogni squadra deve preparare un buffet.
  - Vincitori:  Squadra blu.
- Pressure Test
  - Sfidanti: Agnese, Andrea, Daiana, Letizia, Marika, Maurizio, Michele.
  - Prima prova: indovinare il maggior numero di ingredienti (si salva Maurizio).
  - Seconda prova: realizzare un piatto con gli ingredienti indovinati (si salvano Agnese, Andrea, Daiana, Marika e Michele).
  - Eliminata: Letizia.

### Quinta puntata
Data: Giovedì 10 gennaio 2013

#### Episodio 9
Partecipanti: Agnese, Andrea, Daiana, Guido, Ivan, Marika, Maurizio, Michele, Nicola, Paola, Suien, Tiziana.
- Mistery Box
  - Tema: Mari e monti (cucina degli anni '80 in cui erano contemporaneamente presenti carne e pesce).
  - Ingredienti da utilizzare: Filetto di vitello e Gamberoni.
  - Altri ingredienti: Funghi Champignon, zucchine tonde, arance, peperoni, fregole, nocciole, rapa e scarola.
  - Piatti migliori:  Non diamoci troppe arie (Maurizio), Vitello in crosta di nocciole (Tiziana), Filetto di vitello panato (Daiana).
  - Vincitore:  Maurizio.
- Invention Test
  - Tema: Dolci natalizi.
  - Ospite: Iginio Massari.
  - Proposte:  Panettone, Tordilli calabresi, Panforte. Maurizio ha scelto quest'ultimo come base per il dolce da realizzare.
  - Piatto migliore:  Santo Stefano (Tiziana).
  - Piatti peggiori: Con-fusion (Agnese), Croccante di panforte (Guido), Crema di panforte al Ribes (Nicola).
  - Eliminato: Guido

#### Episodio 10
Partecipanti: Agnese, Andrea, Daiana, Ivan, Marika, Maurizio, Michele, Nicola, Paola, Suien, Tiziana.
- Prova in esterna
  - Sede: Birago di Camnago, Golf Barlassina Country Club.
  - Ospiti: invitati del club.
  - Presidente di commissione: Simona Ventura.
  - Squadra rossa: Tiziana (caposquadra), Andrea, Marika, Maurizio, Michele.
  - Squadra blu: Paola (caposquadra), Daiana, Ivan, Nicola, Suien (Agnese non viene scelta e va direttamente al Pressure Test).
  - Piatti del menù: Finger food (entrambe le squadre), Calamaretti spillo, Filetto di manzo al midollo (squadra rossa), Millefoglie di mare, Crema bruciata al limone (squadra blu).
  - Vincitori: Squadra rossa.
- Pressure Test
  - Sfidanti: Agnese, Daiana, Ivan, Nicola, Paola, Suien.
  - Prova: cucinare le trofie con il pesto a crudo (avendo tutti i concorrenti realizzato dei buoni piatti, i giudici decidono di non eliminare nessuno).

### Sesta puntata
Data: Giovedì 17 gennaio 2013

#### Episodio 11
Partecipanti: Agnese, Andrea, Daiana, Ivan, Marika, Maurizio, Michele, Nicola, Paola, Suien, Tiziana.
- Mistery Box
  - Tema: Caffè (realizzare un piatto salato).
  - Ingredienti: Petto d'anatra, arancia, mandarinetto, ricotta, miele, patate, maiale, germogli, farina, uova.
  - Piatti migliori:  Petto d'anatra al caffè (Andrea), L'isola (Tiziana), Filetto di maiale in crosta di caffè (Marika).
  - Vincitrice: Marika.
- Invention Test
  - Tema: Pesce (Marika ha potuto decidere il pesce che ognuno dei partecipanti doveva cucinare).
  - Assegnazioni del vincitore della Mistery Box: Razza (Agnese), Branzino (Andrea), Pesce gatto (Daiana), Scorfano (Ivan), Alici (Marika), Triglia (Maurizio), Trota (Michele), Rombo (Nicola), Nasello (Paola), Pesce spatola (Suien), Capitone (Tiziana).
  - Piatto migliore:  Guazzetto di scorfano (Ivan).
  - Piatti peggiori:  Restauro in riva al lago (Maurizio), Cotoletta di spatola (Suien), Il fiume nell'orto (Michele).
  - Eliminata: Suien.

#### Episodio 12
Partecipanti: Agnese, Andrea, Daiana, Ivan, Marika, Maurizio, Michele, Nicola, Paola, Tiziana.
- Prova in esterna
  - Sede: Borgo Medievale di Torino.
  - Ospiti:  invitati di un pranzo ambientato nel Medioevo.
  - Presidente di commissione: Luca Maria Balli (storico).
  - Squadra rossa: Ivan (caposquadra), Andrea, Maurizio, Michele, Nicola.
  - Menù della squadra rossa:  Zuppa di semi di canapa, Grigliata mista di oca con frutta e verdura.
  - Squadra blu: Marika (caposquadra), Agnese, Daiana, Paola, Tiziana.
  - Menù della squadra blu:  Frittelle imperiali, Biancomangiare alla catalana.
  - Vincitori: Squadra Rossa.
- Pressure Test
  - Sfidanti: Agnese, Daiana, Marika, Paola, Tiziana.
  - Prima prova: indovinare il maggior numero possibile di erbe aromatiche (si salvano Marika e Paola).
  - Seconda prova: cucinare e farcire a piacere un hamburger americano (si salvano Daiana e Tiziana).
  - Eliminata: Agnese.

### Settima puntata
Data: Giovedì 24 gennaio 2013

#### Episodio 13
Partecipanti: Andrea, Daiana, Ivan, Marika, Maurizio, Michele, Nicola, Paola, Tiziana.
- Mistery Box
  - Tema: Giallo con furto (ogni concorrente ha potuto impedire a uno degli avversari di usare un ingrediente, il cui colore predominante è appunto il giallo).
  - Ingredienti:  Cernia, Peperone giallo, Pomodoro giallo, zafferano, farina di mais, uova, parmigiano, pesca gialla, limone, pannocchia.
  - Piatti migliori:  Giallo a Dubai (Maurizio), Cernia al cartoccio (Ivan), Tartare di cernia (Paola).
  - Vincitore:  Ivan.
- Invention Test
  - Tema: Alta cucina.
  - Ospite: Valentino Marcattilii (Executive Chef del Ristorante "San Domenico" di Imola e allievo di Nino Bergese).
  - Proposte:  Noce di capasanta arrostita, Uovo in raviolo San Domenico, Sella di vitello Nino Bergese.
  - Piatto scelto dal vincitore della Mistery Box:  Uovo in raviolo San Domenico.
  - Piatto migliore:  Maurizio.
  - Piatti peggiori:  Michele, Nicola, Tiziana.
  - Sconfitto: Nicola (sfiderà a duello il perdente del Pressure Test dell'episodio 14).

#### Episodio 14
Partecipanti: Andrea, Daiana, Ivan, Marika, Maurizio, Michele, Paola, Tiziana.
- Prova in esterna
  - Sede: Ceglie Messapica.
  - Ospiti: Comitato di esperti della gastronomia pugliese.
  - Presidente di commissione:  Luigi Caroli (sindaco).
  - Squadra rossa: Maurizio (caposquadra), Andrea, Marika, Tiziana.
  - Squadra blu: Michele (caposquadra), Daiana, Ivan, Paola.
  - Piatti del menù:  Orecchiette al pomodoro fresco, Purea di fave (squadra rossa), Chicchi di grano pesto, Braciola nel sugo di pomodoro (squadra blu).
  - Esperti dei piatti: Angelo Allegretti (Chicchi di grano pesto), Dora Ricci (Purea di fave), Santino e Nicola (Braciola nel sugo di pomodoro), Cececca (Orecchiette al pomodoro fresco).
  - Vincitori:  Squadra rossa.
- Pressure Test
  - Sfidanti: Daiana, Ivan, Michele, Paola.
  - Prova: sfilettare un salmone, come mostrato da Carlo Cracco, e ricavarne dieci porzioni (si salvano Daiana, Ivan e Paola).
  - Sconfitto: Michele.
- Duello
  - Sfidanti: Michele, Nicola.
  - Prova: realizzare più finger food possibili utilizzando come ingrediente una mela.
  - Eliminato: Michele.

### Ottava puntata
Data: Giovedì 31 gennaio 2013

#### Episodio 15
Partecipanti: Andrea, Daiana, Ivan, Marika, Maurizio, Nicola, Paola, Tiziana.
- Mistery Box
  - Tema: Le tecniche di cottura.
  - Ingredienti: Baccalà bagnato, galletto, zucchine, melanzane, ananas, patate, tomino, uova, prugne.
  - Sorteggio delle tecniche: Bollire (Daiana), cuocere al forno (Marika), brasare (Andrea), saltare (Maurizio), sottovuoto (Paola), vapore (Tiziana), cuocere alla griglia (Ivan), friggere (Nicola).
  - Piatti migliori:  Baccalà brasato (Andrea), Tempura esplosiva (Nicola), Cosa bolle in pentola (Daiana).
  - Vincitore:  Andrea.
- Invention Test
  - Tema: Interiora.
  - Proposte:  Coratella di agnello, Cervella di vitello, Rognone di vitello
  - Piatto scelto dal vincitore della Mistery Box:  Rognone di vitello (Andrea ha potuto anche scambiare i cestini della spesa degli avversari).
  - Piatto migliore:  Rognone alla senape (Andrea).
  - Piatti peggiori:  Minimal rognone (Nicola), Rognone laccato al miele (Ivan), Rognone scottato (Paola).
  - Eliminato: Nicola.

#### Episodio 16
Partecipanti: Andrea, Daiana, Ivan, Marika, Maurizio, Paola, Tiziana.
- Prova in esterna
  - Sede: Sasso Pordoi.
  - Ospiti: 7 guide alpine.
  - Squadra rossa: Andrea (caposquadra), Maurizio, Marika (Andrea ha escluso Paola dalla prova, mandandola direttamente al duello finale).
  - Squadra blu: Daiana (caposquadra), Ivan, Tiziana.
  - Piatti del menù:  Zuppa leggera di crauti con sella di cervo, Strudel di mele con salsa al cioccolato speziato (squadra rossa), Tortino di patate valligiane con porcini e fonduta, Gnocchi in pane di segale al ragù di camoscio (squadra blu).
  - Vincitori:  Squadra rossa.
- Pressure Test
  - Sfidanti: Daiana, Ivan, Tiziana,
  - Prova:  estrarre dai cibi proposti una precisa quantità (si salvano Ivan e Tiziana).
  - Sconfitta: Daiana.
- Duello
  - Sfidanti: Daiana, Paola.
  - Prova: preparare le chiacchiere, stendendo la pasta a mano.
  - Eliminata: Paola.

### Nona puntata
Data: Giovedì 7 febbraio 2013

#### Episodio 17
Partecipanti: Andrea, Daiana, Ivan, Marika, Maurizio, Tiziana.
- Mistery Box
  - Piatto da realizzare: Piccione.
  - Ingredienti: Verza, funghi, mozzarella, melanzana, mostarda, pancetta, patate, uova, farina, zucca.
  - Piatti migliori:  Cenerentolo (Maurizio), Piccione viaggiatore (Daiana), Nike (Tiziana).
  - Vincitore:  Tiziana.
- Invention Test
  - Tema: Cucina del territorio veneto.
  - Ospite: Paola Budel (chef del "Venissa Ristorante Ostello" a Mazzorbo).
  - Proposte:  Crema di fagioli Gialet del feltrino, Risotto di gò, Anguilla fritta.
  - Piatto scelto dal vincitore della Mistery Box:  Crema di fagioli Gialet del feltrino.
  - Piatto migliore:  Maurizio.
  - Piatto peggiore:  Ivan (sfiderà a duello il perdente del Pressure Test dell'episodio 18).

#### Episodio 18
Partecipanti: Andrea, Daiana, Marika, Maurizio, Tiziana.
- Prova in esterna
  - Sede: Portofino.
  - Ospiti: Davide Paolini, Allan Bay, Marco Bolasco (critici gastronomici).
  - Piatti realizzati:  Grigliata di pesce (Tiziana), Maltagliati con ragù di scorfano e mostella (Andrea), Zuppa scomposta (Maurizio), Crema di totani e cipolle di tropea (Marika), Caciucco con quenelle di pomodori (Daiana).
  - Vincitore:  Andrea.
- Pressure Test
  - Sfidanti: Daiana, Marika, Maurizio, Tiziana.
  - Prova: preparare un'insalata russa (si salvano Marika, Maurizio e Tiziana).
  - Sconfitta: Daiana.
- Duello
  - Sfidanti: Daiana, Ivan.
  - Prova: cucinare in contemporanea con lo chef Barbieri il piatto che lo ha reso celebre, il Rollé di branzino.
  - Eliminata: Daiana.

### Decima puntata
Data: Giovedì 14 febbraio 2013

#### Episodio 19
Partecipanti: Andrea, Ivan, Marika, Maurizio, Tiziana.
- Mistery Box
  - Piatto da realizzare: Cozze.
  - Ingredienti: Spaghetti, pomodori, mozzarella, riso, patate, zucchine, piselli, zafferano e curry.
  - Piatti migliori:  Cozze in crema di zucchine (Andrea), Lo gnocco e la cozza (Maurizio), Guazzetto di cozze (Ivan).
  - Vincitore:  Maurizio.
- Invention Test
  - Tema: Cucina casalinga di successo.
  - Ospite: Lidia Bastianich
  - Proposte:  Calamari ripieni e insalata mista, Pollo ruspante al tegame con patate, Gnocchi di patate in guazzetto di coniglio.
  - Piatto scelto dal vincitore della Mistery Box:  Calamari ripieni e insalata mista.
  - Piatto migliore:  Tiziana.
  - Piatti peggiori:  Andrea, Marika.
  - Eliminata:  Marika

#### Episodio 20
Partecipanti: Ivan, Maurizio, Tiziana, Andrea
- Prova in esterna
  - Sede: Castiglione della Pescaia, "Ristorante La Villa - L'Andana".
  - Ospite: Alain Ducasse
  - Piatti realizzati:  Cookpot di verdure (Ivan), Gnocchi con scottiglia d'agnello (Tiziana), Piccione al coccio con patate e cipollotto (Maurizio), Tortino alle albicocche (Andrea)
  - Vincitrice:  Tiziana.
- Pressure Test
  - Sfidanti: Maurizio, Ivan, Andrea.
  - Prova: rimediare a un piatto volontariamente realizzato male dallo chef Cracco (si salva Maurizio).
  - Sconfitti: Ivan, Andrea.
- Duello
  - Sfidanti: Andrea, Ivan.
  - Prova: rifare il loro piatto peggiore di questa edizione di MasterChef.
  - Piatti:  Calamari ripieni e insalata mista (Andrea), Crema di fagioli Gialet del feltrino (Ivan)
  - Eliminato: Ivan.

### Undicesima puntata
Data: Giovedì 21 febbraio 2013

#### Episodio 21 (Semifinale)
Partecipanti: Andrea, Maurizio, Tiziana.
- Mistery Box
  - Piatto da realizzare: Foie gras.
  - Ingredienti:  Uova, miele, vino passito, mela, asparagi verdi, zucca, mix frutti di bosco, riso, arancio, farina bianca.
  - Piatti realizzati:  Foie gras scottato (Andrea), Scaloppe di foie gras (Tiziana), Foie gras in doppia crosta (Maurizio).
  - Vincitore:  Maurizio (accede direttamente alla finale).
- Invention Race
  - Sfidanti:  Andrea, Tiziana.
  - Ingredienti della prima manche:  Carne bianca (Pollo nostrano), Carne rossa (Agnello), Conchiglie (Capesante).
  - Ingredienti scelti:  Carne rossa (da entrambi).
  - Piatti realizzati:  Agnello del buon ricordo (Andrea), Carré di agnello (Tiziana).
  - Vincitrice della prima manche:  Tiziana.
  - Ingredienti della seconda manche:  Legumi (Piselli di spello), Tuberi (Topinambur), Verdura fresca (Rapanelli).
  - Ingredienti scelti:  Verdura fresca (Andrea), Legumi (Tiziana).
  - Piatti realizzati:  Minestrone di verdure miste (Andrea), Fiori di zucca (Tiziana).
  - Vincitore della seconda manche:  Andrea.
  - Ingredienti della terza manche:  Formaggi (Mascarpone), Frutta (Pesche), Zuccheri (Savoiardi).
  - Ingredienti scelti:  Formaggi (da entrambi).
  - Piatti realizzati:  Torrone sbagliato (Andrea), Aquilone di tiramisù rivisitato (Tiziana).
  - Vincitrice della terza manche:  Tiziana (seconda finalista).
  - Eliminato: Andrea

#### Episodio 22 (Finale)
Partecipanti: Maurizio e Tiziana
- Ristorante di MasterChef
  - Menù di Maurizio:  Pois, Piccola pasticceria di mare, I meravigliosi anni '80.
  - Menù di Tiziana:  Emozionanti sorprese, Animelle croccanti, Passione di castagne.
- Vincitrice della seconda edizione di MasterChef Italia:  Tiziana Stefanelli.

## Ascolti
| Puntata     | Episodio | Sky Uno*         | Sky Uno*       | Sky Uno* | Cielo          | Cielo          | Cielo | Totale telespettatori nei sette giorni Sky Uno |
| Puntata     | Episodio | Messa in onda    | Telespettatori | Share    | Messa in onda  | Telespettatori | Share | Totale telespettatori nei sette giorni Sky Uno |
| ----------- | -------- | ---------------- | -------------- | -------- | -------------- | -------------- | ----- | ---------------------------------------------- |
| 1 - Provini | 1        | 13 dicembre 2012 | 463 454        | 1,46%    | 19 marzo 2013  | 488 762        | 1,71% | N.D.                                           |
| 1 - Provini | 2        | 13 dicembre 2012 | 402 922        | 1,42%    | 19 marzo 2013  | 565 755        | 2,33  | 1 004 249                                      |
| 2           | 3        | 20 dicembre 2012 | 434 087        | 1,40%    | 26 marzo 2013  | 506 000        | 1,81% | N.D.                                           |
| 2           | 4        | 20 dicembre 2012 | 502 602        | 1,78%    | 26 marzo 2013  | 506 000        | 1,81% | N.D.                                           |
| 3           | 5        | 27 dicembre 2012 | 397 178        | N.D.     | 2 aprile 2013  | 514 000        | 1,79% | N.D.                                           |
| 3           | 6        | 27 dicembre 2012 | 465 151        | N.D.     | 2 aprile 2013  | 514 000        | 1,79% | N.D.                                           |
| 4           | 7        | 3 gennaio 2013   | 505 027        | 1,88%    | 9 aprile 2013  | 611 000        | 2.02% | N.D.                                           |
| 4           | 8        | 3 gennaio 2013   | 597 873        | 2,52%    | 9 aprile 2013  | 723 000        | 2,79% | N.D.                                           |
| 5           | 9        | 10 gennaio 2013  | 573 386        | N.D.     | 16 aprile 2013 | 580 000        | 2,17% | N.D.                                           |
| 5           | 10       | 10 gennaio 2013  | 631 908        | 2,61%    | 16 aprile 2013 | 553 000        | 1,91% | N.D.                                           |
| 6           | 11       | 17 gennaio 2013  | 653 960        | 2,00%    | 23 aprile 2013 | 450 000        | 1,50% | N.D.                                           |
| 6           | 12       | 17 gennaio 2013  | 690 839        | 2,00%    | 23 aprile 2013 | 526 000        | 2,01% | N.D.                                           |
| 7           | 13       | 24 gennaio 2013  | 758 993        | N.D.     | 30 aprile 2013 | 455 000        | 1,65% | N.D.                                           |
| 7           | 14       | 24 gennaio 2013  | 802 129        | N.D.     | 30 aprile 2013 | 455 000        | 1,65% | 1 339 274                                      |
| 8           | 15       | 31 gennaio 2013  | 809 903        | N.D.     | 7 maggio 2013  | 420 000        | 1,50% | N.D.                                           |
| 8           | 16       | 31 gennaio 2013  | 824 926        | 3,10%    | 7 maggio 2013  | 420 000        | 1,50% | 1 428 000                                      |
| 9           | 17       | 7 febbraio 2013  | 762 324        | N.D.     | 14 maggio 2013 | 517 000        | 1,92% | N.D.                                           |
| 9           | 18       | 7 febbraio 2013  | 949 329        | N.D.     | 14 maggio 2013 | 517 000        | 1,92% | 1 466 139                                      |
| Semifinale  | 19       | 14 febbraio 2013 | 764 986        | N.D.     | 21 maggio 2013 | 575 000        | 2,04% | N.D.                                           |
| Semifinale  | 20       | 14 febbraio 2013 | 820 551        | 3,00%    | 21 maggio 2013 | 669 000        | 2,92% | 1 422 700                                      |
| Finale      | 21       | 21 febbraio 2013 | 1 044 452      | 3,47%    | 28 maggio 2013 | N.D.           | N.D.  | N.D.                                           |
| Finale      | 22       | 21 febbraio 2013 | 1 044 643      | 4,23%    | 28 maggio 2013 | N.D.           | N.D.  | N.D.                                           |

*Il dato è la somma di ascolto in diretta e di ascolto differito del giorno.

## MasterChef - The Movie
Giovedì 28 febbraio 2013 è andato in onda MasterChef - The Movie, il film della seconda edizione del programma, che ha ottenuto 183.809 spettatori medi complessivi.
- sul social network Twitter l'hashtag #oilgate è diventato trending topic.[29]